# Acraea sanderi
Acraea sanderi är en fjärilsart som beskrevs av Rothschild 1893. Acraea sanderi ingår i släktet Acraea och familjen praktfjärilar. Inga underarter finns listade i Catalogue of Life.